# Rhosus unipuncta
Rhosus unipuncta är en fjärilsart som beskrevs av William Schaus 1896. Rhosus unipuncta ingår i släktet Rhosus och familjen nattflyn. Inga underarter finns listade.